# Губин, Владимир Владимирович
Владимир Владимирович Губин (17 (30) июля 1904 года, дер. Старая Нелидовка, Белгородский уезд, Курская губерния, Российская империя — 24 августа 1972, Пенза, РСФСР) — советский государственный и партийный деятель, организатор органов государственной безопасности. Генерал-лейтенант (1957). Министр внутренних дел Казахской ССР (1951—1954).

## Биография
Родился в крестьянской семье. По национальности — украинец.
В 1914 году окончил сельскую школу в родной деревне. Там же начал работать. С августа 1915 года — батрак у крестьян-кулаков. С октября 1916 года — уборщик в частной парикмахерской в Харькове. В сентябре 1917 года вернулся в деревню, где вновь батрачил, а с октября 1919 года работал в хозяйстве мачехи. С января 1921 года — чернорабочий службы пути, станции «Харьков» Южной железной дороги. С февраля 1923 года — секретарь Старо-Нелидовского сельского совета. С декабря 1923 года — чернорабочий, столяр на заводе «Серп и молот» в Харькове. В 1929 году окончил совпартшколу.
С 1930 года находился на комсомольской и партийной работе. С января 1930 года по март 1931 года — заведующий организационно-массовым отделом комитета ЛКСМ Украины и заведующий культотделом завкома завода «Серп и молот» в Харькове. С марта 1931 года по февраль 1932 года — член президиума Всеукраинского комитета Союза работников Сельхозмаша, заведующий организационно-массовым отделом. С февраля 1932 года по май 1933 года — заведующий организационно-массовым отделом Харьковского областного совета профсоюзов (облсовпрофа). С мая 1933 года по февраль 1935 года — заведующий агитационно-массовым и организационным отделами, заместитель ответственного секретаря Миропольского райкома КП(б) Украины. С февраля 1935 года по август 1936 года учился на курсах марксизма-ленинизма при ЦК КП(б) Украины. С августа 1936 года — инструктор Харьковского областного комитета КП(б) Украины, с мая 1937 года — первый секретарь Покрово-Багачского районного комитета КП(б) Украины (Полтавская область), с мая 1938 года — инструктор Полтавского обкома КП(б) Украины. Затем направлен на работу в НКВД.

## В органах госбезопасности
С 15 декабря 1938 года — в органах внутренних дел и государственной безопасности. Окончил месячные курсы подготовки оперативных работников при Высшей школе НКВД.
С 27 января по 2 октября 1939 года — заместитель начальника управления НКВД по Горьковской области (ныне — Нижегородская область), затем с 2 октября 1939 года — временно исполняющий обязанности начальника управления, а с 7 апреля 1940 года по 31 июля 1941 года — начальник управления НКВД по Горьковской области (с 26 февраля 1941 года — управления НКГБ по Горьковской области).
В начале Великой Отечественной войны, около одного месяца — с 31 июля по 28 августа 1941 года занимал пост наркома внутренних дел АССР Немцев Поволжья. Был последним наркомом внутренних дел этой республики. 28 августа 1941 года последовал Указ Президиума Верховного Совета СССР, согласно которому немцы, проживающие в районах Поволжья, были переселены в Казахскую ССР, Алтай и Сибирь. Республика Немцев Поволжья перестала существовать.
С 26 сентября 1941 года по 14 февраля 1948 года — начальник управления НКВД (с 1946 года — управления МВД) по Ярославской области. В период Великой Отечественной войны руководил ликвидацией 89 групп бандитско-дезертирских формирований (всего — 406 человек) и задержанием 39 парашютистов на территории Ярославской области. По заданию НКВД СССР в феврале 1942 года направлялся в командировку на Калининский фронт для заброса партизанского отряда в тыл врага. В июле — октябре 1945 года выезжал в командировку в Германию, был начальником оперсектора НКВД земли Мекленбург — Западная Померания. После войны продолжил службу в органах госбезопасности.
С 14 февраля 1948 года по 16 февраля 1951 года — начальник управления МВД СССР по Кемеровской области.
С 16 февраля 1951 года по 4 августа 1954 года — министр внутренних дел Казахской ССР.
С 4 августа 1954 года по 20 мая 1959 года — председатель КГБ при Совете Министров Казахской ССР.
С июля 1959 года по 12 декабря 1963 года — начальник управления КГБ при Совете Министров СССР по Пензенской области.
25 января 1964 года (в 59-летнем возрасте) был уволен из рядов КГБ СССР в отставку по статье 60 «б» (по болезни).

Памятник на могиле Владимира Губина на Новозападном кладбище г. Пензы

## Последние годы
После выхода на пенсию проживал в г. Пензе, занимался общественной деятельностью. Был председателем Пензенской областной комиссии содействия Советскому фонду мира и членом Президиума Пензенского областного Комитета защиты мира, заведующим Внештатным отделом Пензенского областного Комитета народного контроля.
Похоронен на одной из центральных аллей Новозападного кладбища г. Пензы.

## Семья
- Жена — Акулина Макаровна Губина, урождённая Проколиенко (1906—1987).
  - Сын — Виктор Владимирович Губин (1927—2004), подполковник, похоронен в одной могиле с отцом;
  - Сын — Василий Владимирович  Губин (1928—1943), трагически погиб;
  - Сын — Борис Владимирович Губин (1937—2023) доктор экономических наук, профессор, член-корреспондент РАЕН;
  - Дочь — Светлана (1941—2014), врач.

## Общественная и политическая деятельность
- член ВЛКСМ в 1925—1930 годах.
- член ВКП(б) с ноября 1927 года.
- Депутат Верховного Совета СССР I-го созыва в 1941—1946 годах (доизбран 26.01.1941), II-го созыва (1946—1950), III-го созыва (1950—1954), IV-созыва (1954—1958).
- С сентября 1952 года — член бюро ЦК Компартии Казахской ССР. Депутат Верховного Совета Казахской ССР.

## Звания
- Старший лейтенант государственной безопасности (21 февраля 1939)
- Капитан государственной безопасности (9 мая 1939)
- Майор государственной безопасности (14 марта 1940)
- Полковник государственной безопасности (14 февраля 1943)
- Комиссар государственной безопасности (14 декабря 1943)
- Генерал-майор (9 июля 1945)
- Генерал-лейтенант (9 января 1957)

## Награды
- 2 ордена Отечественной войны I степени (16 сентября 1945, 24 августа 1949)
- 3 ордена Трудового Красного Знамени (1 января 1945, 1 октября 1945, 11 января 1957)
- 2 ордена Красной Звезды (20 сентября 1943, ?)
- орден «Знак Почета» (26 апреля 1940)
- нагрудный знак «Почётный сотрудник госбезопасности» (№ 383, 27 декабря 1957)
- медаль «За оборону Москвы» (1944)
- медаль «За оборону Ленинграда» (1943)
- медаль «За победу над Германией» (9 мая 1945)
- юбилейная медаль «30 лет Советской Армии и Флота» (22 февраля 1948)
- 4 другие медали.